# Taigh Ailean

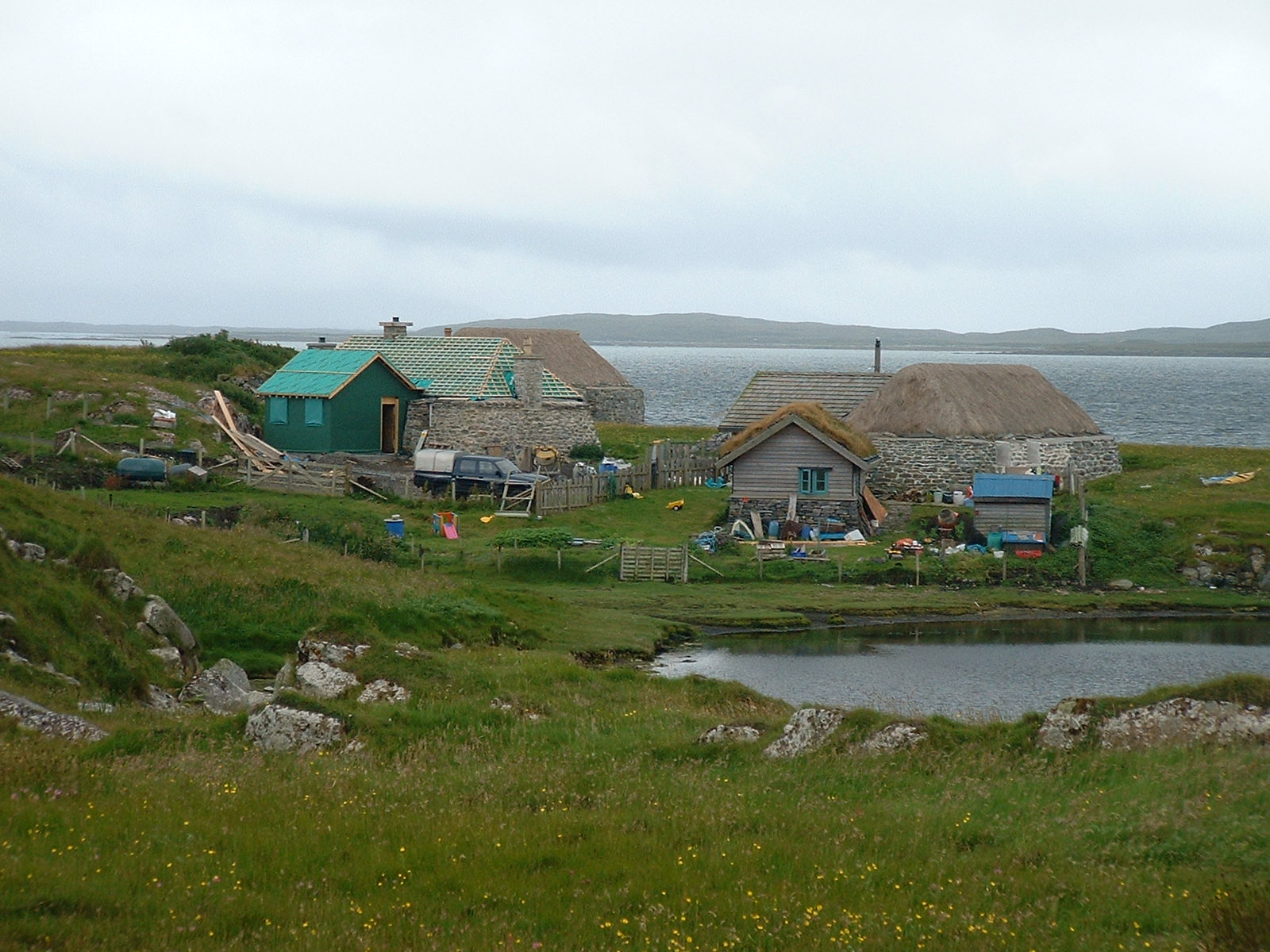
Taigh Ailean während der Restaurierung halblinks im Bild

Taigh Ailean ist ein Wohngebäude auf der schottischen Hebrideninsel Berneray. 1971 wurde das Gebäude in die schottischen Denkmallisten in der Kategorie B aufgenommen. In unmittelbarer Umgebung befinden sich die Gebäude Ty Cymro und North Lamerick.

## Geschichte
Unter Donald Ruadh Macleod wurde Berneray bis ins mittlere 18. Jahrhundert durch Erweiterung der landwirtschaftlichen Flächen und Einführung der Kelpgewinnung entwickelt. 1834 kam es zu einer Immigration von Vertriebenen anderer Inseln (vergleiche auch Highland Clearances), welche eine hohe Bevölkerungsdichte in Rushgarry und Umgebung hervorrief. Taigh Ailean wurde vermutlich im 19. Jahrhundert errichtet. Auf einer historischen Karte war es Bauernhaus, als Crofter-Behausung klassifiziert. Zwischen 2005 und 2010 wurde Taigh Ailean restauriert.

## Beschreibung
Es handelt sich um ein traditionelles Cottage, das sich am Nordostufer des Bays Loch, der größten Bucht der Insel, südöstlich der Siedlung Rushgarry am Loch Watersee befindet. Das flache, mächtige Mauerwerk des eingeschossigen, länglichen Gebäudes ist aus Feldstein aufgemauert. Zum Schutz vor starken Winden sind die Gebäudekanten gerundet ausgeführt. Aus der nordostexponierten Hauptfassade tritt mittig ein neuerer Anbau heraus. Die rückwärtige, dem Bays Loch zugewandte Fassade Taigh Aileans ist drei Achsen weit. Sein Walmdach ist als Strohdach ausgeführt. Seine Strandhafer-Deckung ist nach traditionellem Vorbild mit einem Netz aus Drähten und beschwerenden Steinen fixiert. Es verfügt über zwei traufständige Kamine an den Seitenfassaden und einen firstständigen Kamin.
Es handelt sich um ein traditionelles Cottage der Hebriden und westlichen Highlands. 2016 wurde geschätzt, dass nur etwa 200 Gebäude dieses Bautyps in Schottland erhalten geblieben sind.